# Lyonetia penthesilea
Lyonetia penthesilea là một loài bướm đêm thuộc họ Lyonetiidae. Loài này có ở Úc.
Chúng có thể ăn lá nơi chúng làm tổ.